# Penzberg
Penzberg település Németországban, azon belül Bajorországban. Lakosainak száma 16 909 fő (2023. december 31.). Penzberg Sindelsdorf, Antdorf, Iffeldorf, Münsing, Eurasburg, Königsdorf, Bad Heilbrunn és Bichl községekkel határos.

## Népesség
A település népessége az elmúlt években az alábbi módon változott:
| Lakosok száma | 949  | 9935 | 11 100 | 12 949 | 16 092 | 16 174 | 16 479 | 16 487 | 16 553 | 16 909 |
|               | 1875 | 1950 | 1975   | 1987   | 2012   | 2014   | 2016   | 2017   | 2021   | 2023   |